# Brassinne de la Buissière
Brassinne de la Buissière is een geslacht waarvan leden sinds 1988 tot de Belgische adel behoren.

## Geschiedenis
Op 1 augustus 1988 werd dr. Jacques Brassine (1929) opgenomen in de erfelijke Belgische adel, met de persoonlijke titel van ridder. In 1993 verkregen leden naamswijziging tot Brassinne de la Buissière. Anno 2018 waren er nog vier mannelijke telgen in leven, de laatste geboren in 1999.

### Wapenbeschrijving
- 1988: In zilver, een brouwkuip van sabel, omringd van twee banden van goud, een schildhoofd van sabel, beladen met twee vijfpuntige sterren van goud. Een helm van zilver, gekroond, getralied, gesierd en omboord van goud, gevoerd en gehecht van keel. Dekkleden: goud en sabel. Helmteken: een Fohond van sabel, getongd van keel. Wapenspreuk: 'La volonté d'agir' in letters van goud, op een lint van sabel. Bovendien voor de [titularis] het schild gedekt met een ridderkroon.

## Enkele telgen
Dr. Jacques ridder Brassine de la Buissière (1929), secretaris-generaal van de Politieke Ronde Tafel Conferentie over de Onafhankelijkheid van Kongo, secretaris-generaal van de Waalse Gewestraad, enz., voormalig kabinetschef van verschillende ministers,  chef de famille
- Jhr. Thierry Brassine de la Buissière (1957), vermoedelijke opvolger als chef de famille; trouwde in 1991 met Anne Van Asbroeck (1957), politicus en voormalig minister